# Saaksummerpolder
De Saaksummerpolder (huidige spelling: Saaksumerpolder) is een voormalig waterschap in de provincie Groningen.
De was gelegen ten noorden van Saaksum tussen het Reitdiep in het noorden en oosten, de slaperdijk ten noorden van Saaksum en de afgegraven Englumeropdijk in het westen. De N983 loopt midden door de polder. De afwatering gebeurde via twee pompen (duikers). De ene pomp, die loosde op het Reitdiep, lag in de Kleefsloot aan de meest oostelijke punt van het schap, de andere aan de meest westelijke punt. Deze loosde op het Saaxumerdiepje die 150 m verderop uitmondde in het Reitdiep.
Bijzonder was het recht van de ingelanden om de Hoogedijk te mogen afgraven tot 2 meter boven Winschoter peil, mits dit 14 dagen van tevoren was aangemeld.
Door de oprichting van het waterschap Reitdiep in 1913 hield het waterschap functioneel op te bestaan. De officiële opheffing gebeurde echter pas in 1987 toen het Reitdiep werd opgeheven. Waterstaatkundig gezien ligt het gebied sinds 1995 binnen dat van het waterschap Noorderzijlvest.

## Geschiedenis
De Saaksumerpolder (194 ha) is ontstaan door de bedijking van buitendijkse kwelders langs het Reitdiep in 1794. Voor die tijd stond het gebied bekend als Ezingerschoor of 't Schoor (schoor = kwelder); later gebruikte men deze naam voor de aanlegplaats bij Ezinge. In 1652 werd een willekeur (reglement) voor het gebruik van de kwelder vastgesteld.